# 平野光雄
平野 光雄（ひらの みつお、1909年 - ）は、時計史研究家。
秋田県秋田市生まれ。小学校卒業後、鎌倉、東京に住む。1927年旧制鎌倉中学（現:鎌倉学園）卒。1931年東洋大学支那哲学科卒。株式会社第二精工舎嘱託。戦前からの時計収集家であり、戦後は『精工舎史話』などの社史をまとめる傍ら、1951年に発足した日本時計倶楽部の中心メンバーとして『時計文化』『日本時計倶楽部通信』などのガリ版刷機関誌を発行。時計に関する著書も多い。

## 著書
- 時計の回想 書物展望社 1950
- 明治前期東京時計産業の功労者たち 「明治前期東京時計産業の功労者たち」刊行会 1957
- 時計のロマンス 堀田時計店 1957
- 明治・東京時計塔記 青蛙房 1958
- 精工舎史話 精工舎 1968
- 時計と民具と 日本時計宝石PRセンター 1971
- 時計王服部金太郎 時事通信社 1972 (一業一人伝)
- 吉川鶴彦伝 城野喬 1973
- 続 時計と民具と 日本時計宝石PRセンター 1974
- 時計亦楽 青蛙房 1976

## 参考
- 「明治・東京時計塔記」著者紹介